# Lago di Conza
Il lago di Conza è un bacino artificiale di circa 800 ettari ed una profondità massima di 25 m, realizzato negli anni settanta del XX secolo in cui confluiscono le acque del fiume Ofanto.

## Descrizione

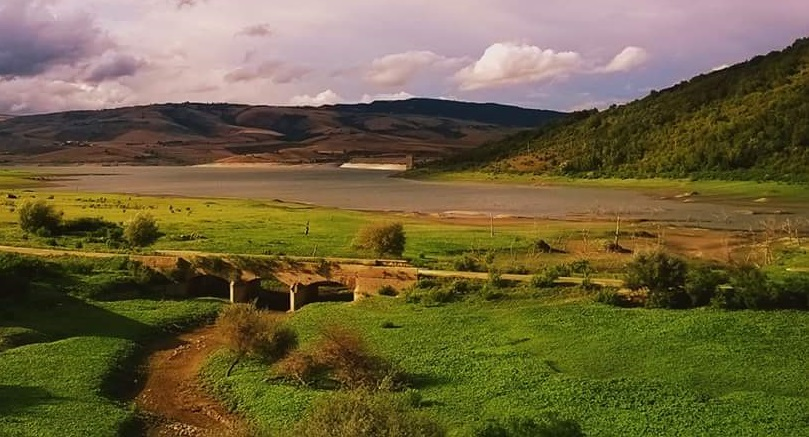
Il lago di Conza in magra

La diga di Conza è in esercizio sperimentale dal 1992, sottende un bacino imbrifero di 252 km² e determina un invaso di 63 milioni di m³ di capacità utile. Il deflusso medio annuo alla sezione di sbarramento è pari a circa 99 milioni di m³. L’invaso è destinato ad uso plurimo, irriguo e, dal 2013, potabile. È situato nel comune di Conza della Campania, in provincia di Avellino.
Il bacino rientra nell'oasi di protezione della fauna del lago di Conza, sito di importanza comunitaria.